# Jesy Nelson
Jessica Louise Nelson (Romford, 14 de junho de 1991) é uma cantora, compositora e atriz britânica. Ela é mais conhecida por ter feito parte do Little Mix, grupo ao qual permaneceu de 2011 à 2020. Nelson deu início à carreira após ganhar a oitava temporada do talent show The X Factor UK no canal de televisão ITV. Ao lado do grupo Nelson conseguiu seis números um na UK Singles Charts, Cannonball (2011), Wishing on a Star (2011), Wings (2012), Black Magic (2015), Shout Out To My Ex (2016) - ficando por três semanas consecutivas no topo das paradas do Reino Unido - e Sweet Melody (2021) lançando uma série de 6 álbuns de estúdio certificados como platina dentre eles estão DNA (2012), Salute (2013), Get Weird (2015), Glory Days (2016), LM5 (2018) e Confetti (2020). Com o grupo a cantora venceu três Brit Awards, com o primeiro sendo Melhor Música Britânica em 2017, Melhor Vídeo Britânico com Woman Like Me  em 2018, prêmio de Melhor Grupo Britânico em 2021 - fazendo história na premiação tornando-se o primeiro grupo feminino a conseguir tal feito em mais de 43 anos da cerimônia.
A cantora em junto do grupo conseguiu uma fortuna de aproximadamente £66,7 milhões de libras esterlinas e ficaram na lista entre as maiores celebridades mais bem pagas de seu país (por quatro anos consecutivos desde 2016) e segundo a revista inglesa Debrette elas se tornaram uma das personalidades de maior influência no Reino Unido. Nelson vendeu mais de 70 milhões de discos com o grupo, tornando-se um dos grupos femininos que mais vendeu à nível global.
Em 2019, Nelson apresentou um documentário da  BBC Three baseado em suas experiências com imagem corporal e bullying online intitulado Jesy Nelson: Odd One Out. Em seu documentário, ela também falou sobre o impacto que os cyber bullies tiveram em sua vida e saúde mental depois que ela alcançou a fama com a banda pop Little Mix. O documentário quebrou vários recordes, tornando-se o título não-factual mais importante da BBC Three desde que o canal mudou para online e na BBC One foi assistido por 3,3 milhões de telespectadores. O documentário o também ganhou o prêmio Factual Entertainment no National Television Awards.

## Biografia
Jesy nasceu na cidade de Romford, localizada em Essex na Inglaterra, parte do Reino Unido. Ela é filha de John Nelson e Janice White. Tem uma irmã mais velha: Jade; e também dois irmãos: Jonathan e Joseph.
O seu pai cumpriu pena na prisão após ser condenado por assassinato de Paul Reidy, que morreu depois de ser esfaqueado três vezes no lado de fora de uma boate chamada Lautrec's, em Dagenham no Essex. Porém, depois de um tempo, foi comprovado que Nelson foi culpado apenas por ter causado tumulto e a sentença de assassinato foi anulada, e foi libertado após ter cumprido a pena de tumulto. Em 2011, Jesy afirmou não ver o pai há mais de 15 anos.

## Carreira

### 2011–2020: Início de carreira e Little Mix

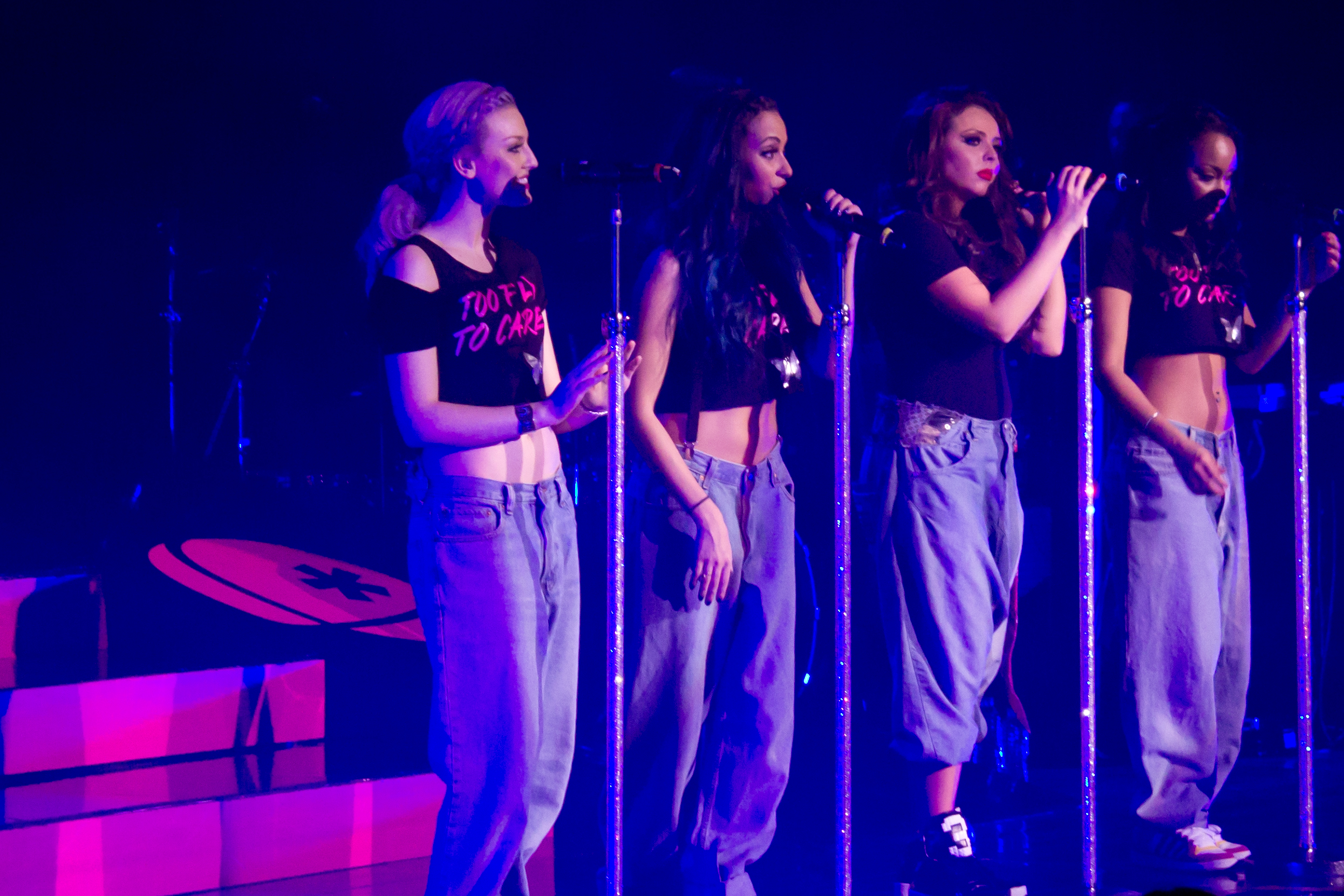
Nelson ao lado do grupo Little Mix em 2013.

Nelson foi descoberta na oitava edição do maior reality musical do mundo o The X Factor em 2011. Em sua primeira audição cantou "Bust Your Windows" de Jazmine Sullivan em Glasgow e recebeu elogios de Tulisa (mentora) e de Louis Walsh. No entanto, Gary Barlow não ficou impressionado dizendo que ela era muito "individual", em suas palavras "genérica". Por conta de uma disputa com a instituição de caridade de crianças em Brighton, o grupo resolveu mudar de nome e em 28 de outubro de 2011, anunciaram que se chamariam Little Mix. Em 20 de novembro, Little Mix se tornou o primeiro grupo feminino a passar para etapa de shows ao vivo. Com sua canção de vitória, um cover de "Cannonball" de Damien Rice lançado para o natal vendeu 210 000 cópias na primeira semana e continuou nas paradas por 19 semanas.Ao lado das demais integrantes, Nelson fez presença como solista nas audições na oitava temporada do The X Factor não conseguindo passar na fase bootcamp, entretanto ela, Perrie, Leigh-Anne e Jade foram colocadas na categoria grupos. Perrie e Jesy ficaram em um grupo diferenciado chamado Faux Pas, assim como Pinnock e Thirlwall no trio Orion. Ambos não passaram, mais tarde a decisão partiu da cantora norte-americana Kelly Rowland de colocar Jesy, ao lado de outras três: Perrie Edwards, Leigh-Anne Pinnock e Jade Thirlwall como um quarteto fixo. Tornando-se meses mais tarde o primeiro e único grupo a ganhar a competição.
Em 2012, o grupo Little Mix lançou o seu primeiro álbum de estúdio, DNA, com quatro singles lançados: "Wings", "DNA", "Change Your Life" e a última "How Ya Doin'?". Em 31 de maio de 2012, foi anunciado que elas iriam lançar uma autobiografia oficial, que foi lançada em 31 de agosto, intitulada "Little Mix: Ready to Fly". Em janeiro de 2013 o grupo entrou em turnê com a The DNA Tour que percorreu apenas cidades da Inglaterra, Escócia, País de Gales e Irlanda do Norte até fevereiro de 2013. Lançado em 2014, o segundo álbum de estúdio de Little Mix, leva o título de Salute (álbum). Conta com três singles oficiais inéditos, em ordem: "Move", "Little Me" e a faixa-título "Salute". A segunda turnê no geral do grupo e a primeira turnê mundial leva o título de The Salute Tour, teve vários espetáculos nos Estados Unidos e Canadá, cancelados devido ao grupo estar gravando o seu terceiro álbum de estúdio, ainda não nomeado e que até então ainda estava em produção.
Em 2015, menos de um ano depois, Little Mix lançou o seu terceiro álbum de estúdio, Get Weird, junto de quatro singles de trabalho: "Black Magic", "Love Me Like You", "Secret Love Song e Hair. Para divulgar o disco, grupo realizou a The Get Weird Tour em 2016 conseguindo lucrar mais de 25 milhões de libras e mais de 32 milhões de dólares, sendo este, a quinta maior turnê da história por um grupo feminino. Em 16 de outubro de 2016, o grupo lançou o seu quarto álbum de estúdio Glory Days. O primeiro single Shout Out To My Ex estreou em número um no UK Singles Charts e recuando-se a três semanas consecutivas no topo decaindo semanas depois para o top quinze do gráfico. Nesta mesma semana o grupo afirmou que lançaria o seu segundo livro chamado Our World. O segundo single escolhido foi Touch no dia 4 de dezembro de 2016, estreando no topo cinco do Oficial Charts.

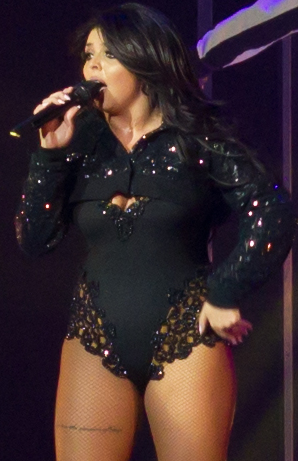
Nelson no ano de 2016.

O clipe oficial fora lançado no dia 19 de janeiro de 2017, conseguindo a marca de cem milhões de visualizações em menos de 45 dias. Ao lado da Little Mix, a cantora vendeu cerca de 62 milhões de singles e álbuns a nível global. No dia 3 de março de 2017, Nelson junto do grupo anunciou o terceiro single do álbum Glory Days, a música "No More Sad Songs", com participação do rapper norte-americano Machine Gun Kelly. A turnê The Glory Days Tour foi anunciada para começar no dia 24 de maio no intuito de divulgar o seu quarto álbum de estúdio Glory Days. O último single do projeto, foi a música "Power", que a sua versão single contou com participação do artista britânico Stormzy, que teve apenas no Reino Unido vendas superiores a um milhão de cópias, sendo certificado como platina dupla pela British Phonographic Industry.
Em 16 de novembro de 2018, Little Mix lança o seu quinto álbum de estúdio, intitulado de LM5, estreando na posição três no UK Singles Charts. O primeiro single foi "Woman Like Me" com participação de Nicki Minaj, e foi lançado oficialmente no dia 25 de outubro de 2018. A canção estreou na segunda posição na parada britânica ganhando certificado de platina pelas mais de 600 000 expedições em solo britânico. O segundo single foi anunciado em 25 de janeiro de 2019, a música "Think About Us" não conseguindo uma posição adequada nas tabelas internacionais. A partir de setembro de 2019, Little Mix começou a sua sexta turnê intitulada LM5 The Tour passando desta vez apenas pela Europa e Oceania. Neste mesmo ano, o Little Mix anuncia o seu primeiro reality show intitulado de Little Mix: The Search, em parceria com a BBC (maior canal de televisão e comunicação do Reino Unido) para procurar um grupo com o intuito de ser um ato de abertura em sua turnê no próximo ano, a Summer Hits Tour de 2020; que posteriormente viria a ser cancelada e depois adiada devido aos efeitos da Pandemia de COVID-19.
No final de 2019, Nelson estrelou em um documentário intitulado Jesy Nelson: Odd One Out para a BBC One e BBC Three que explorava assuntos relacionados à saúde mental, abuso online e imagem corporal. O documentário relata experiências pessoais e sobre tais assuntos e revelou a sua tentativa de suicídio em 2013. "Odd One Out" recebeu grande repercussão na mídia local e internacional, com diversos famosos mostrando seu apoio a cantora, além disso, o documentário recebeu o Gold Award pelo OnSide Awards e ganhou a categoria Best Factual pelo National Television Awards em 2020. Nelson também recebeu o prémio de "Melhor documentário do ano" por "Odd One Out" pela Visionary Honours award 2020. Em 27 de março de 2020 a Little Mix anunciou o seu mais novo single intitulado Break Up Song, o primeiro single que constitui seu sexto álbum de estúdio Confetti (álbum), disco esse que também marca a sua ausência na parte da composição das letras. Em 24 de julho de 2020, o segundo single do álbum, "Holiday", foi lançado oficialmente. Em 23 de outubro de 2020, foi lançado o terceiro single do projeto, intitulado de "Sweet Melody". Em 15 de setembro de 2020, a cantora sofreu um ataque de ansiedade e ataque de pânico durante a apresentação ao vivo no BBC Radio 1's Live Lounge, sendo ajudada por suas companheiras da Little Mix.
Em 17 de setembro de 2020, o Little Mix chegou a divulgar as primeiras datas da chamada "The Confetti Tour", para divulgar o disco Confetti oficialmente. Nova turnê essa que inicialmente estava prevista para ser iniciada no primeiro trimestre de 2021, porém novamente devido aos efeitos ainda da Pandemia de COVID-19, foi anunciado oficialmente em 11 de fevereiro de 2021 pela Little Mix, que a turnê de promoção do álbum Confetti estava oficialmente cancelada por inteiro, devido a questões sanitárias, seguindo as orientações da Organização Mundial da Saúde para evitar eventos de aglomerações de pessoas. Em 14 de dezembro de 2020, após 9 anos como integrante do Little Mix, a Jesy anunciou oficialmente a sua saída do grupo, na intenção de cuidar-se de si mesma e sua saúde médica.

### 2021–presente:BOYZe primeiro álbum de estúdio
Em maio de 2021 foi confirmado que a cantora assinou um contrato com a gravadora Polydor Records, em agosto do mesmo ano Nelson divulga seu suposto single intitulado BOYZ (um sample da música Bad Boys 4 Life do rapper norte-americano Sean Combs) com participação especial de Nicki Minaj - que estreou no dia 8 de outubro. A música alcançou a posição número um no iTunes de vários países incluindo Reino Unido, Estados Unidos, Japão, França, Brasil, Espanha, Austrália e Argentina. Além disso, conseguiu alcançar o topo do iTunes Worldwide Charts. No mesmo dia é lançado o vídeoclipe oficial alcançando mais de 3 milhões de visualizações em apenas um dia de seu lançamento. A canção estreou no top cinco na UK Singles Charts acuando-se na posição cinco fazendo deste o primeiro top cinco da cantora como artista solo. Ela apresentou a canção ao vivo no The Graham Norton Show no dia 29 de outubro. A cantora apresentou a canção novamente no Capital FM Jingle Bell Ball em dezembro de 2021. Em março de 2023 a cantora gravou o videoclipe de seu segundo single intitulado Bad Things. O videoclipe do single foi lançado no dia 14 de abril. A canção não entrou na UK Singles Charts mas alcançou a posição número 15 no UK Official Singles Downloads Chart em 21 de abril.

## Problemas pessoais e controvérsias
"Eu não vou entrar em uma dieta, eu não vou tentar perder peso, porque são suas inseguranças que te fazem diferente e se todos fossem iguais seria estressante."

— Nelson falando sobre sua infância.
Devido ao bullying que sofria no colegial, teve que mudar de escola várias vezes. Frequentou a escola secundária Jo Richardson Community School em Dagenham, região suburbana no leste cidade de Londres.
Em 2011, durante a sua participação no The X Factor, foi alvo de bullying nas redes sociais e internet em relação a seu corpo.

### Cyberbullying onlinee primeira tentativa de suicídio
Antes do sexto álbum de estúdio do Little Mix, Confetti, ser lançado, Nelson tirou um tempo da agenda de promoção do grupo, citando um assunto médico particular. Em 14 de dezembro, ela anunciou que estava deixando o grupo devido ao impacto em sua saúde mental. Em um comunicado, ela disse: "Acho muito difícil a pressão constante de estar em um grupo de garotas e corresponder às expectativas".
Em agosto de 2021, Nelson disse ao The Guardian que desde sua primeira aparição no The X Factor com Little Mix ela havia sofrido assédio virtual sobre sua aparência física nas redes sociais. Embora o grupo apoiasse as fragilidades de Jessica, ela disse que o The X Factor deveria colocar um terapeuta ou psicólogo com os treinadores. Nelson fez terapia, onde lhe disseram que ela tinha um distúrbio alimentar.
Nelson disse que muitas vezes ela se vestia de forma diferente das outras três integrantes da Little Mix porque o formato de seu corpo não combinava com as roupas. Após a pandemia de COVID-19 e a decisão de filmar o vídeo de "Sweet Melody", ela ganhou peso e não se sentiu em condições de filmar, decidindo fazer uma dieta drástica sem obter resultados. Depois que ela foi hospitalizada, sua mãe disse as outras três que ela - Jesy deveria deixar o grupo. Ela disse que algumas pessoas nos bastidores associadas à Little Mix ficaram felizes em vê-la partir. "Eu sentia que muitas pessoas não gostavam de mim, não de mim especificamente. Mas da energia negativa que eu carregava sempre que entrava no estúdio por conta do que estava acontecendo nos últimos anos."
Em 2019, a BBC Three lançou um documentário intitulado Jesy Nelson: Odd One Out, que detalha as experiências de Nelson com a imagem corporal e o impacto do bullying online em sua vida e saúde mental onde a cantora revela que tentou se suicidar em novembro de 2013.

### Acusações de apropriação cultural
Em junho de 2018, Nelson postou uma imagem dela mesma no Instagram usando dreadlocks no cabelo. A foto foi excluída posteriormente, mas ela foi criticada por acusações de apropriação cultural. Em maio de 2021, Nelson foi acusada de "blackface" (uma forma de apropriação cultural). Seu nome virou tendência no Twitter depois que alguns usuários perceberam que ela era branca, com eles anteriormente acreditando que Nelson era uma mulher de cor devido à sua aparição nas redes sociais. Um artigo do BuzzFeed foi escrito sobre Nelson, documentando como ela mudou sua aparência física desde que ingressou no Little Mix. O artigo sugeriu que a mudança de características como tom de pele e tamanho dos lábios levaram Nelson a se tornar "uma mulher de tom mais escuro", também observando como seu tom de pele frequentemente parecia mais "escura" do que o dos ex-colegas de banda Pinnock e Thirlwall ambas mulheres de cor.

## Vida pessoal
Nelson namorou o dançarino Jordan Banjo, membro do grupo Diversity, relação que terminou em 2014. Também teve um breve relacionamento com George Shelley, da boyband Union J. Em julho de 2014, começou a namorar Jake Roche, da banda Rixton. Os dois ficaram noivos um ano depois, em julho de 2015, mas terminaram em novembro de 2016. A cantora namorou o ator e apresentador britânico Chris Hughes de 2019 até meados de abril de 2020, após um ano e quatro meses juntos. Em maio de 2020, mesmo após a separação, Chris saiu em defesa de Jesy após ela ser "atacada" por um jornalista.
Em janeiro de 2025, Jesy anunciou que estava grávida de gêmeos.

## Filmografia
| Ano  | Título                          | Papel                         | Notas                       |
| ---- | ------------------------------- | ----------------------------- | --------------------------- |
| 2002 | About A Boy                     | Estudante                     | Mini-créditos.              |
| 2005 | Harry Potter e o Cálice de Fogo | Bailarina do salão de festas. | Sem créditos.               |
| 2011 | The X Factor                    | Contestante                   | Vencedora                   |
| 2019 | Eat in with Little Mix          | Ela mesma                     | Canal da girlband           |
| 2019 | Jesy Nelson: Odd One Out        | Ela mesma                     | Documentário                |
| 2020 | The Voice UK                    | Ela mesma                     | Mentora convidada           |
| 2020 | Little Mix: The Search          | Jurada                        | Programa musical de bandas. |
| 2020 | How To Be Anne-Marie            | Ela mesma                     | Documentário                |
| 2020 | LM5: The Tour Film              | Ela mesma                     | Filme da turnê.             |

## Discografia

### Lançamentos com aLittle Mix:
- DNA (2012)
- Salute (2013)
- Get Weird (2015)
- Glory Days (2016)
- LM5 (2018)
- Confetti (2020)

### Singles
| Título                         | Ano  | Posição | Posição | Posição | Posição | Posição | Álbum            |
| Título                         | Ano  | UK      | IRE     | NZ Hot  | US Bub. | WW      | Álbum            |
| ------------------------------ | ---- | ------- | ------- | ------- | ------- | ------- | ---------------- |
| "Boyz" (featuring Nicki Minaj) | 2021 | 4       | 16      | 4       | 13      | 86      | Non-album single |
| "Bad Thing"                    | 2023 | —       | —       | —       | —       | —       | Non-album single |

## Créditos de composição
| Ano  | Título                     | Artista                         | Álbum      | Notas          |
| ---- | -------------------------- | ------------------------------- | ---------- | -------------- |
| 2012 | "Wings"                    | Little Mix                      | DNA        | Co-compositora |
| 2012 | "DNA"                      | Little Mix                      | DNA        | Co-compositora |
| 2012 | "Stereo Soldier"           | Little Mix                      | DNA        | Co-compositora |
| 2012 | "How Ya Doin'?"            | Little Mix                      | DNA        | Co-compositora |
| 2012 | "Going Nowhere"            | Little Mix                      | DNA        | Co-compositora |
| 2012 | "Case Closed"              | Little Mix                      | DNA        | Co-compositora |
| 2012 | "Love Drunk"               | Little Mix                      | DNA        | Co-compositora |
| 2013 | "Salute"                   | Little Mix                      | Salute     | Co-compositora |
| 2013 | "Move"                     | Little Mix                      | Salute     | Co-compositora |
| 2013 | "Little Me"                | Little Mix                      | Salute     | Co-compositora |
| 2013 | "Nothing Feels Like You"   | Little Mix                      | Salute     | Co-compositora |
| 2013 | "Competition"              | Little Mix                      | Salute     | Co-compositora |
| 2013 | "These Four Walls"         | Little Mix                      | Salute     | Co-compositora |
| 2013 | "About The Boy"            | Little Mix                      | Salute     | Co-compositora |
| 2013 | "Good Enough"              | Little Mix                      | Salute     | Co-compositora |
| 2013 | "A Different Beat"         | Little Mix                      | Salute     | Co-compositora |
| 2013 | "They Just Don't Know You" | Little Mix                      | Salute     | Co-compositora |
| 2013 | "Stand Down"               | Little Mix                      | Salute     | Co-compositora |
| 2014 | "Pretty Girls              | Britney Spears feat Iggy Azalea | —          | Co-compositora |
| 2015 | "Grown"                    | Little Mix                      | Get Weird  | Co-compositora |
| 2015 | "I Love You"               | Little Mix                      | Get Weird  | Co-compositora |
| 2015 | "OMG"                      | Little Mix                      | Get Weird  | Co-compositora |
| 2015 | "A.D.I.D.A.S"              | Little Mix                      | Get Weird  | Co-compositora |
| 2015 | "Lightning"                | Little Mix                      | Get Weird  | Co-compositora |
| 2015 | "I Won't"                  | Little Mix                      | Get Weird  | Co-compositora |
| 2015 | "Clued Up"                 | Little Mix                      | Get Weird  | Co-compositora |
| 2016 | "Shout Out to My Ex"       | Little Mix                      | Glory Days | Co-compositora |
| 2016 | "Touch"                    | Little Mix                      | Glory Days | Co-compositora |
| 2016 | "F.U."                     | Little Mix                      | Glory Days | Co-compositora |
| 2016 | "Power"                    | Little Mix                      | Glory Days | Co-compositora |
| 2016 | "No More Sad Songs"        | Little Mix                      | Glory Days | Co-compositora |
| 2016 | "Oops"                     | Little Mix                      | Glory Days | Co-compositora |
| 2016 | "Down & Dirty"             | Little Mix                      | Glory Days | Co-compositora |
| 2016 | "Your Love"                | Little Mix                      | Glory Days | Co-compositora |
| 2016 | "Nobody Like You"          | Little Mix                      | Glory Days | Co-compositora |
| 2016 | "Private Show"             | Little Mix                      | Glory Days | Co-compositora |
| 2016 | "Nothing Else Matters"     | Little Mix                      | Glory Days | Co-compositora |
| 2018 | "The National Manthem"     | Little Mix                      | LM5        | Co-compositora |
| 2018 | "Strip"                    | Little Mix                      | LM5        | Co-compositora |
| 2018 | "Joan of Arc"              | Little Mix                      | LM5        | Co-compositora |
| 2018 | "Love a Girl Right"        | Little Mix                      | LM5        | Co-compositora |
| 2018 | "Motivate"                 | Little Mix                      | LM5        | Co-compositora |
| 2018 | "Notice"                   | Little Mix                      | LM5        | Co-compositora |

## Prêmios e indicações
| Ano  | Premiação                  | Nomeação                   | Categoria                              | Resultado |
| ---- | -------------------------- | -------------------------- | -------------------------------------- | --------- |
| 2019 | CelebMix Awards            | Ela Mesma                  | Biggest Inspiration                    | Indicado  |
| 2019 | I Talk Telly Awards        | "Jesy Nelson: Odd One Out" | Best Documentary                       | Venceu    |
| 2019 | OnSide Awards              | "Jesy Nelson: Odd One Out" | Gold Award                             | Venceu    |
| 2020 | National Television Awards | "Jesy Nelson: Odd One Out" | Best Factual Entertainment             | Venceu    |
| 2020 | Visionary Honours Awards   | "Jesy Nelson: Odd One Out" | "Documentary of the Year"              | Venceu    |
| 2020 | PLT Awards                 | Ela mesma                  | "Inspirational Influencer of the Year" | Venceu    |
| 2020 | CelebMix Awards            | Ela Mesma                  | Biggest Inspiration                    | Indicado  |